# Francquipriset
Francquipriset är ett prestigefyllt belgiskt vetenskapligt pris, som utdelas varje år sedan 1933 av Francquistiftelsen som belöning till en ung (under 50) belgisk forskare. Priset är uppkallat efter Emile Francqui.
Den nuvarande prissumman är 150 000 € och priset tilldelas under en treårsperiod omväxlande exakta vetenskaper, samhällsvetenskaper och biologiska eller medicinska vetenskaper. Priset har för avsikt att uppmuntra mottagarens fortsatta verk snarare än att kröna vederbörandes karriär. 
Mottagaren ombeds också organisera ett internationellt kollokvium inom sin vetenskapsgren samma år som priset delas ut, vilket vanligen leder till en internationell publikation, något som bidrar till att höja den belgiska universitetsforskningens globala anseende.

## Mottagare av Francquipriset
- 1933: Henri Pirenne
- 1934: Georges Lemaitre
- 1936: Frans Cumont
- 1938: Jacques Errera
- 1940: Pierre Nolf
- 1946: François-Louis Ganshof
- 1946: Frans-H. van den Dungen
- 1946: Marcel Florkin
- 1948: Léon H. Dupriez
- 1948: Marc de Hemptinne
- 1948: Zénon-M. Bacq
- 1948: Pol Swings
- 1948: Jean Brachet
- 1949: Léon Rosenfeld
- 1950: Paul Harsin
- 1951: Henri Koch
- 1952: Florent Bureau
- 1953: Claire Preaux
- 1953: Étienne Lamotte
- 1954: Raymond Jeener
- 1955: Ilya Prigogine
- 1956: Louis Remacle
- 1957: Lucien Massart
- 1958: Léon Van Hove
- 1959: Gérard Garitte
- 1960: Christian de Duve
- 1961: Adolphe Van Tiggelen
- 1961: Jules Duchesne
- 1962: Chaïm Perelman
- 1963: Hubert Chantrenne
- 1964: Paul Ledoux
- 1965: Roland Mortier
- 1966: Henri G. Hers
- 1967: José J. Fripiat
- 1968: Jules Horrent
- 1969: Isidoor Leusen
- 1970: Radu Balescu
- 1971: Georges Thines
- 1972: Jean-Edouard Desmedt
- 1973: Pierre Macq
- 1974: Raoul van Caenegem
- 1975: René Thomas
- 1976: Walter Fiers
- 1977: Jacques Taminiaux
- 1978: Jacques Nihoul
- 1979: Jozef Schell
- 1980: Jozef IJsewijn
- 1981: André Trouet
- 1982: François Englert
- 1983: Alexis Jacquemin
- 1984: Désiré Collen
- 1985: Amand Lucas
- 1986: Marc Wilmet
- 1987: Jacques Urbain
- 1988: Pierre van Moerbeke
- 1989: Pierre Pestieau
- 1990: Thierry Boon
- 1991: Jean-Marie Andre
- 1992: Géry van Outryve d'Ydewalle
- 1993: Gilbert Vassart
- 1994: Eric G. Derouane
- 1995: Claude d'Aspremont Lynden
- 1996: Etienne Pays
- 1997: Jean-Luc Brédas
- 1998: Mathias Dewatripont
- 1999: Marc Parmentier
- 2000: Marc Henneaux
- 2000: Eric Remacle och Paul Magnette (specialpris för europeisk forskning)
- 2001: Philippe Van Parijs
- 2002: Peter Carmeliet
- 2003: Michel Van Den Bergh
- 2004: Marie-Claire Foblets
- 2005: Dirk Inzé
- 2006: Pierre Gaspard
- 2007: François de Callataÿ
- 2008: Michel A. J. Georges
- 2009: Eric Lambin
- 2010: François Maniquet
- 2011: Pierre Vanderhaegen
- 2012: Conny Aerts